# Ramal ferroviario Tandil-Lobería-Tamangueyú
El Ramal Tandil - Lobería - Tamangueyú pertenece al Ferrocarril General Roca, Argentina.

## Ubicación
Se halla íntegramente en la provincia de Buenos Aires, atravesando los partidos de Tandil, Balcarce y Lobería.

## Características
Es un ramal con una extensión de 156 km entre Tandil y Tamangueyú.

## Historia
El ramal fue construido por el la empresa Ferrocarril del Sud. El trayecto de Tandil a Napaleofú fue inaugurado en 1914, y de allí hasta Lobería recién en 1926. La estación Tamangueyú ya existía desde 1892 cuando se inauguró el ramal de Balcarce a Quequén. Durante las estatizaciones ferroviarias de 1948, pasa a formar parte del Ferrocarril General Roca.

## Servicios
No presta servicios de pasajeros.
Todo el ramal está concesionado a la empresa de cargas Ferrosur Roca.

## Imágenes

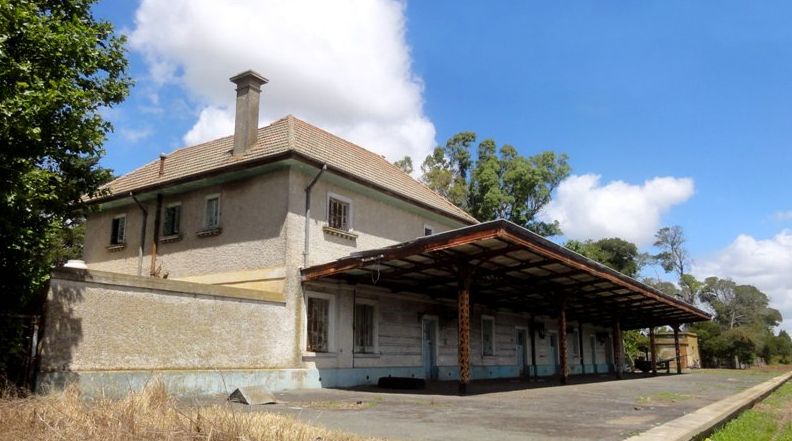
Fultón
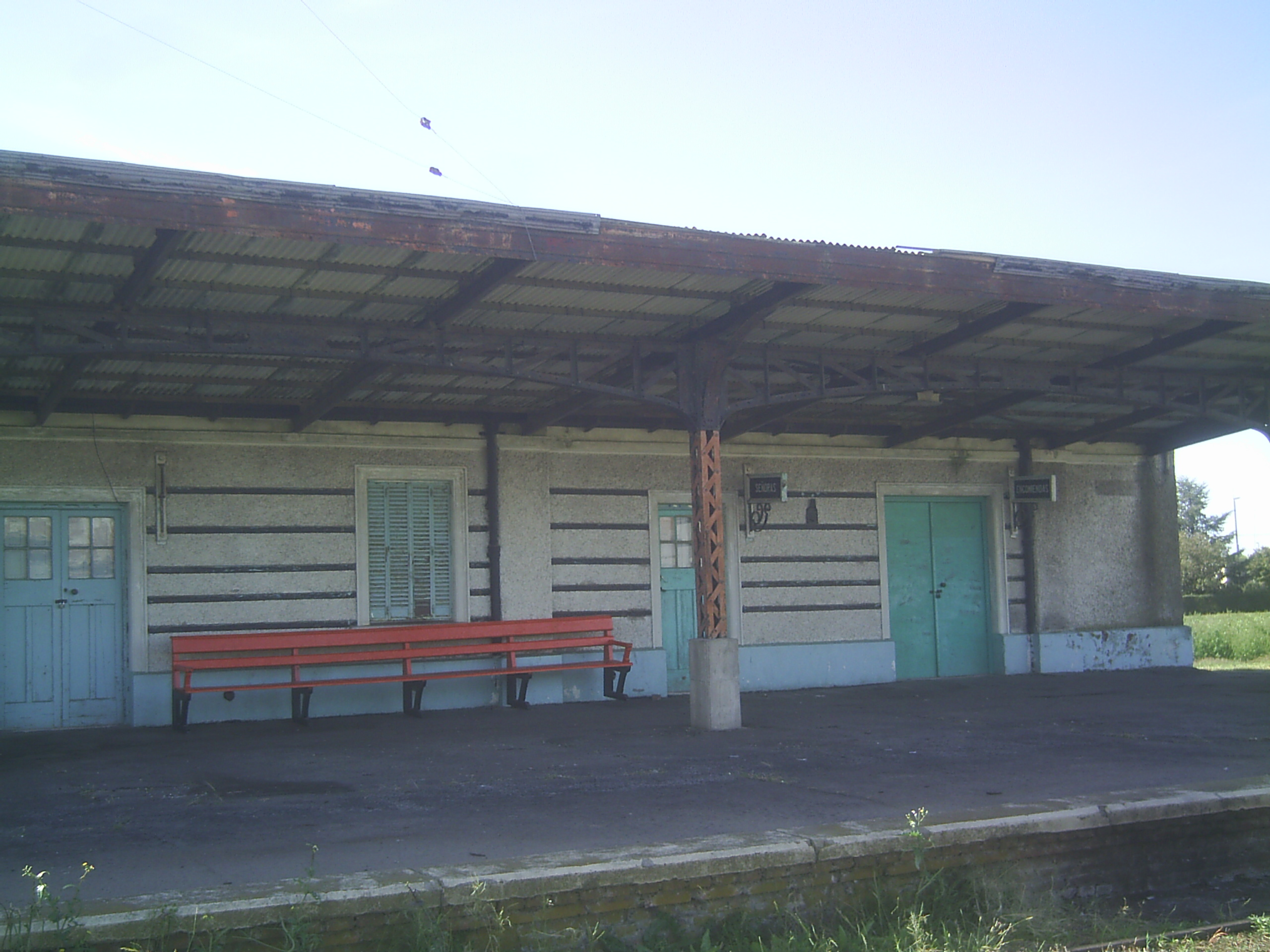
Napaleofú